# پارک سانگ نام
پارک سانگ نام (کره‌ای: 박상남؛ زادهٔ ۲۹ ژانویه ۱۹۹۴) بازیگر اهل کره جنوبی است.

## فیلم‌شناسی

### فیلم
| سال  | عنوان                  | نقش        | منابع |
| ---- | ---------------------- | ---------- | ----- |
| ۲۰۲۱ | همه چیز را شرط می بندم | چا کی سونگ | [ ۱ ] |
| ۲۰۲۳ | قانون شکنان ۳          |            | [ ۲ ] |
| ۲۰۲۴ | رسوایی ده‌چی دونگ       | کی هِنگ     | [ ۲ ] |

### مجموعه تلویزیونی
| سال  | عنوان                  | نقش        | منابع |
| ---- | ---------------------- | ---------- | ----- |
| ۲۰۲۰ | بیست بیست              | جو ها جون  | [ ۳ ] |
| ۲۰۲۱ | همه چیز را شرط می بندم | چا کی سونگ | [ ۴ ] |
| ۲۰۲۳ | آیدل بهشتی             | سا گام جه  | [ ۵ ] |
| ۲۰۲۴ | ازدواج شاد من          | گو دان سو  | [ ۶ ] |

### مجموعه اینترنتی
| سال  | عنوان                       | نقش        | منابع |
| ---- | --------------------------- | ---------- | ----- |
| ۲۰۱۸ | زمانی برای عشق نیست         | چا جون ایل | [ ۷ ] |
| ۲۰۱۹ | کیم غریبه                   | کیم یو هان | [ ۸ ] |
| ۲۰۲۱ | Don't Swallow It Today, Too | دو کانگ سو | [ ۹ ] |